# Линия B (Пражское метро)
Линия B (чеш. Linka B) — хронологически третья линия пражского метрополитена. Первый участок от станции «Флоренц» до станции «Смиховске надражи» был открыт 2 ноября 1985 года, а наиболее расширена в 90-е. В настоящее время является самой длинной линией в сети с 25 станциями и протяженностью 25,6 километра.

## Пересадки
| № | Пересадка на линию | Со станции | На станцию |
| - | ------------------ | ---------- | ---------- |
| B | Линия B            | Флоренц    | Флоренц    |

## История
| Отрезок                         | Дата открытия   | Протяженность |
| ------------------------------- | --------------- | ------------- |
| Флоренц-Смиховске надражи       | 2 ноября 1985   | 4,9 км.       |
| Смиховске надражи-Нове Бутовице | 26 октября 1988 | 4,9 км.       |
| Флоренц-Ческоморавска           | 22 ноября 1990  | 4,4 км.       |
| Нове Бутовице-Зличин            | 11 ноября 1994  | 5,1 км.       |
| Ческоморавска-Черны мост        | 8 ноября 1998   | 6,3 км.       |
| Глоубетин                       | 8 июня 1999     |               |
| Колбенова                       | 26 июня 2001    |               |
| Всего:                          | 25 станций      | 25,6 км.      |

### Наводнение 2002 года
На линии В произошло затопление от станции «Андел» до станции «Височанска», причём первой на этой линии пострадала станция «Инвалидовна». Станция «Смиховске надражи» была только повреждена

## Схема пути

### Типы вагонов, использовавшихся на линии
| Тип                      | \| Период \| \| ------ \|   |
| ------------------------ | --------------------------- |
| 81-717.1/714.1           | 2 ноября 1985 — 2 июля 2009 |
| 81-71М, 81-71M "Sanitka" | 2006 — настоящее время      |
| Период                   |                             |

- На Викискладе есть медиафайлы по теме Линия B (Пражское метро)